# Стари Београд
„Стари Београд” је југословенски ТВ филм из 1981. године. Режирао га је Слободан Радовић а сценарио је написао Радослав Павловић.

## Улоге
| Глумац            | Улога |
| ----------------- | ----- |
| Тања Бошковић     |       |
| Душан Јакшић      |       |
| Мирјана Карановић |       |
| Предраг Лаковић   |       |
| Раде Марјановић   |       |
| Оливера Марковић  |       |
| Гертруда Мунитић  |       |
| Марко Николић     |       |
| Злата Петковић    |       |
| Горица Поповић    |       |
| Горан Султановић  |       |